# Filmjahr 1934
Liste der Filmjahre

◄◄ | ◄ | 1930 | 1931 | 1932 | 1933 | Filmjahr 1934 | 1935 | 1936 | 1937 | 1938 | ► | ►►

Weitere Ereignisse

## Ereignisse

### Nationalsozialistische Filmpolitik
- 16. Februar: Durch das Lichtspielgesetz vom 16. Februar 1934 wird dem von Joseph Goebbels geleiteten Reichsministerium für Volksaufklärung und Propaganda ein Reichsfilmdramaturg unterstellt. Dessen besteht in der Vorprüfung geplanter Filmproduktionen, um zu verhindern, dass missliebige Filme überhaupt entstehen. Erster Reichsfilmdramaturg wird Willi Krause. Seine erste Einflussnahme auf das deutsche Filmschaffen ist der Film Nur nicht weich werden, Susanne!, eine Verfilmung eines von ihm selbst geschriebenen Romans.
- 18. April: Durch den Fernsehsender Paul Nipkow erfolgt aus der Krolloper die erste Fernsehübertragung in Deutschland.
- 26. Juni: Die Nationalsozialisten gründen durch Kultusminister Bernhard Rust auf Initiative des ehemaligen Kapitänleutnants Egon von Werner die Reichsstelle für den Unterrichtsfilm, eine Zentralstelle für die Produktion von Unterrichtsfilmen und ein Instrument zur Gleichschaltung der deutschen Schul- und Ausbildungswesen mit Sitz in Berlin.

### Uraufführungen
- 22. Februar: Die US-amerikanische Screwball-Komödie It Happened One Night (Es geschah in einer Nacht) von Frank Capra auf der Grundlage der Kurzgeschichte Night Bus von Samuel Hopkins Adams hat ihre Uraufführung. In den Hauptrollen sind Clark Gable und Claudette Colbert zu sehen. Der Film, der große Besetzungsprobleme hatte und an dem anfänglich kein Schauspieler teilnehmen will, ist 1935 der erste Film, der Oscars in den fünf wichtigsten Kategorien (bester Film, beste Regie, bestes Drehbuch, bester Hauptdarsteller und beste Hauptdarstellerin) gewinnen kann und gilt heute als erstes herausragendes und stilprägendes Beispiel der Screwball-Comedy der 1930er und 1940er Jahre.
- 9. Juni: Der Zeichentrickfilm The Wise Little Hen (Die kluge kleine Henne) hat seine Uraufführung. Diese Walt-Disney-Produktion enthält den ersten Auftritt der Zeichentrickente Donald Duck, der Clarence Nash seine Stimme leiht.

### Unternehmensgründungen
- 28. Dezember: Die 20th Century Fox entsteht aus dem Zusammenschluss der Filmproduktionsfirmen Fox Film Company und 20th Century Pictures.

### Weitere Ereignisse
- 13. Juni: Die Production Code Administration zur Durchsetzung des Hays Codes wird in den USA gegründet. Alle US-Filme müssen in Zukunft im Hinblick auf die „moralisch akzeptable Darstellung“ besonders von Kriminalität und sexuellen Inhalten von diesem Büro begutachtet und der Zensur unterworfen werden.
- 13. November: Die Schauspielerin und Tänzerin Ginger Rogers heiratet den Schauspieler Lew Ayres, der durch die Hauptrolle in Im Westen nichts Neues bekannt wurde.
- 25. November: Der Regisseur William Wyler heiratet die Schauspielerin Margaret Sullavan.

### Erfolgreichste Filme
Die zehn erfolgreichsten Filme an den US-amerikanischen Kinokassen nach Einspielergebnis.
| Platz | Filmtitel                      | Einspielergebnis in US-Dollar |       |
| ----- | ------------------------------ | ----------------------------- | ----- |
| 1.    | Cleopatra                      | 1.929.161                     | [ 1 ] |
| 2.    | Forsaking All Others           | 1.399.000                     | [ 2 ] |
| 3.    | It Happened One Night          | 1.366.000                     | [ 3 ] |
| 4.    | Chained                        | 1.301.000                     | [ 2 ] |
| 5.    | Wonder Bar                     | 1.264.000                     | [ 4 ] |
| 6.    | The Barretts of Wimpole Street | 1.258.000                     | [ 2 ] |
| 7.    | Here Comes the Navy            | 1.183.000                     | [ 5 ] |
| 8.    | Judge Priest                   | 1.176.000                     | [ 3 ] |
| 9.    | Treasure Island                | 1.164.000                     | [ 2 ] |
| 10.   | The Gay Divorcee               | 1.077.000                     | [ 6 ] |

### Filmpreise

#### Academy Awards
Am 16. März werden auf einem Bankett im Ambassador Hotel in Los Angeles die Oscars für die besten Produktionen des Jahres 1933 vergeben. Moderator ist Will Rogers.
- Bester Film: Kavalkade von Frank Lloyd
- Bester Schauspieler: Charles Laughton in Das Privatleben Heinrichs VIII.
- Beste Schauspielerin: Katharine Hepburn in Morning Glory
- Bester Regisseur: Frank Lloyd für Kavalkade
- Beste Kamera: Charles Lang für In einem anderen Land von Frank Borzage

Vollständige Liste der Preisträger

#### Filmfestspiele von Venedig
Die Filmfestspiele finden seit 1934 jährlich statt. In diesem Jahr vom 1. August bis zum 20. August.
- Bester ausländischer Film: Man of Aran – Dokumentarfilm von Robert J. Flaherty
- Bester italienischer Film: Teresa Confalonieri von Guido Brignone
- Bester Schauspieler: Wallace Beery in Viva Villa!
- Beste Schauspielerin: Katharine Hepburn in Little Women
- Bestes Drehbuch: Walter Reisch und Willi Forst in Maskerade

#### Weitere Filmpreise und Auszeichnungen
- National Board of Review: Es geschah in einer Nacht von Frank Capra (Bester Film), Die Männer von Aran von Robert J. Flaherty (Bester fremdsprachiger Film)
- Photoplay Award: The Barretts of Wimpole Street von Sidney Franklin

## Geboren

### Januar/Februar
- 03. Januar: Marpessa Dawn, US-amerikanische Schauspielerin († 2008)
- 04. Januar: Hellmuth Karasek, deutscher Filmkritiker († 2015)
- 06. Januar: Sylvia Syms, britische Schauspielerin († 2023)
- 10. Januar: Hiroyuki Nagato, japanischer Schauspieler († 2011)
- 11. Januar: Mitchell Ryan, US-amerikanischer Schauspieler († 2022)
- 11. Januar: Sven Wollter, schwedischer Schauspieler († 2020)
- 14. Januar: Richard Briers, britischer Schauspieler († 2013)

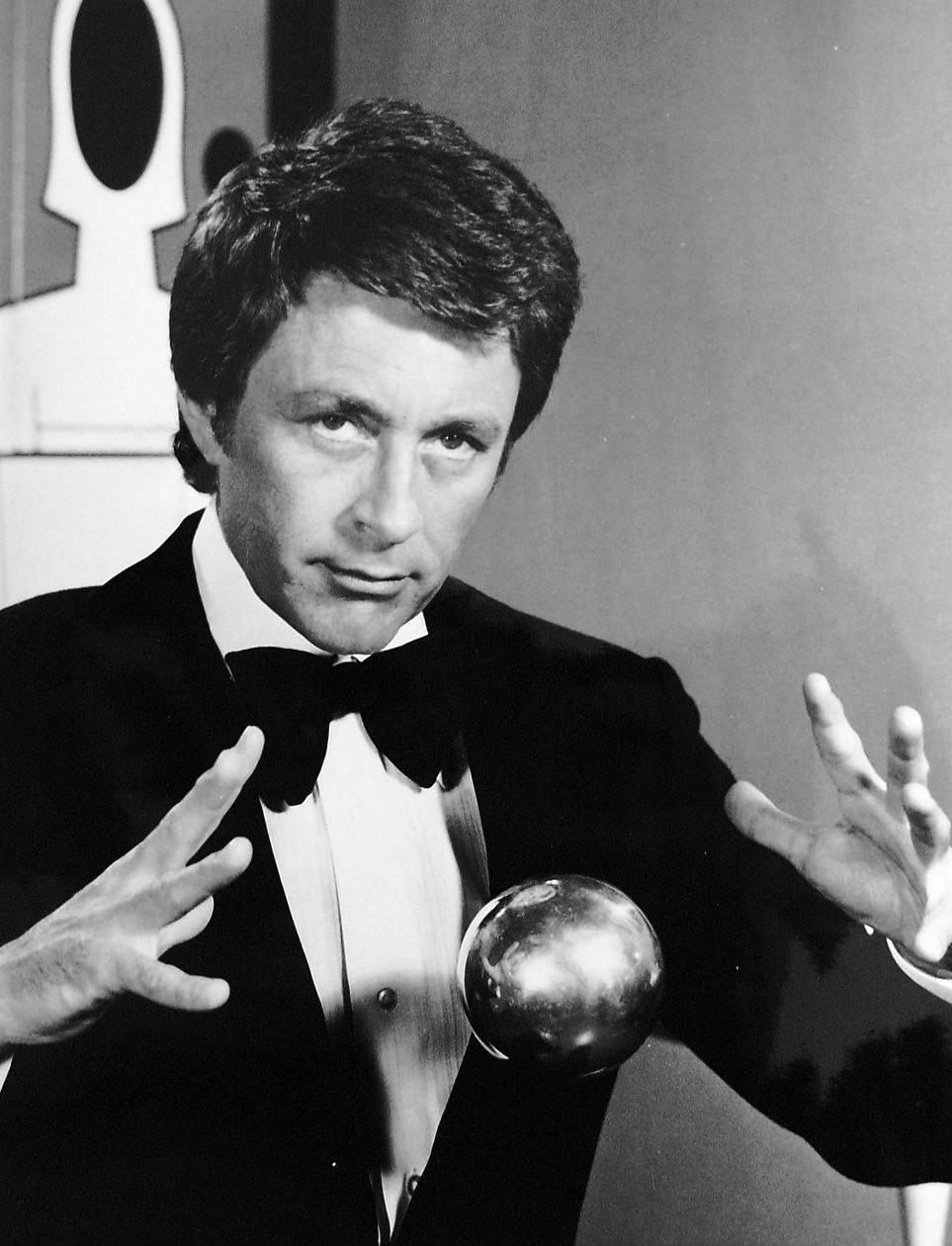
Bill Bixby 1973

- 22. Januar: Bill Bixby, US-amerikanischer Schauspieler und Regisseur († 1993)
- 24. Januar: Leonard Goldberg, US-amerikanischer Produzent († 2019)
- 25. Januar: Werner Riemann, deutscher Schauspieler († 2023)
- 27. Januar: Jaime Jesus Balcázar, spanischer Regisseur
- 31. Januar: James Franciscus, US-amerikanischer Schauspieler und Produzent († 1991)

- 02. Februar: Otar Iosseliani, georgischer Regisseur († 2023)
- 04. Februar: Gil Rogers, US-amerikanischer Schauspieler († 2021)
- 11. Februar: Tina Louise, US-amerikanische Schauspielerin
- 13. Februar: George Segal, US-amerikanischer Schauspieler († 2021)
- 14. Februar: Florence Henderson, US-amerikanische Schauspielerin († 2016)
- 17. Februar: Alan Bates, britischer Schauspieler († 2003)
- 18. Februar: Anna Maria Ferrero, italienische Schauspielerin († 2018)
- 19. Februar: Pierre Barouh, französischer Sänger, Schauspieler und Regisseur († 2016)
- 21. Februar: Rue McClanahan, US-amerikanische Schauspielerin († 2010)
- 25. Februar: Michael Fairman, US-amerikanischer Schauspieler und Drehbuchautor
- 26. Februar: Mohamed Lakhdar-Hamina, algerischer Regisseur und Drehbuchautor († 2025)

### März/April
- 03. März: Dolores Dorn, US-amerikanische Schauspielerin († 2019)
- 03. März: Gia Scala, US-amerikanische Schauspielerin († 1972)
- 05. März: James Sikking, US-amerikanischer Schauspieler († 2024)
- 09. März: Joyce Van Patten, US-amerikanische Schauspielerin
- 12. März: David Spenser, britischer Schauspieler († 2013)
- 15. März: Jost Vacano, deutscher Kameramann
- 18. März: Kai Fischer, deutsche Schauspielerin
- 20. März: Peter Berling, deutscher Schauspieler († 2017)
- 26. März: Alan Arkin, US-amerikanischer Schauspieler († 2023)
- 27. März: Peter Schamoni, deutscher Regisseur und Produzent († 2011)
- 28. März: Ilaria Occhini, italienische Schauspielerin († 2019)

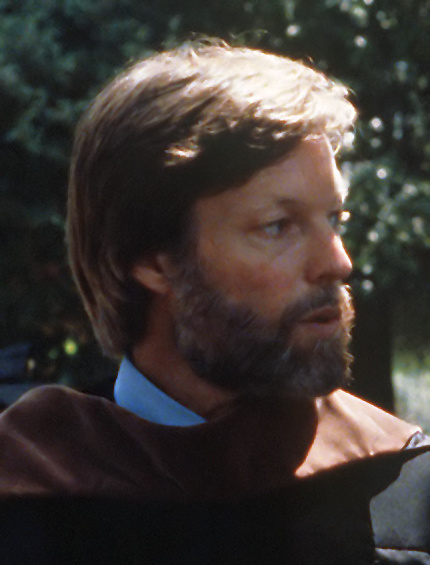
Richard Chamberlain (* 31. März)

- 31. März: Richard Chamberlain, US-amerikanischer Schauspieler († 2025)
- 31. März: Shirley Jones, US-amerikanische Schauspielerin

- 02. April: Brian Glover, britischer Schauspieler und Drehbuchautor († 1997)
- 02. April: Umberto Orsini, italienischer Schauspieler
- 02. April: Richard Portman, US-amerikanischer Tontechniker († 2017)
- 03. April: Wolf Euba, deutscher Schauspieler († 2013)
- 07. April: Ian Richardson, britischer Schauspieler († 2007)
- 18. April: James Drury, US-amerikanischer Schauspieler († 2020)
- 18. April: Jessy Rameik, deutsche Schauspielerin und Synchronsprecherin († 2018)
- 20. April: Robert DoQui, US-amerikanischer Schauspieler († 2008)
- 21. April: Michael Gempart, Schweizer Schauspieler († 2023)

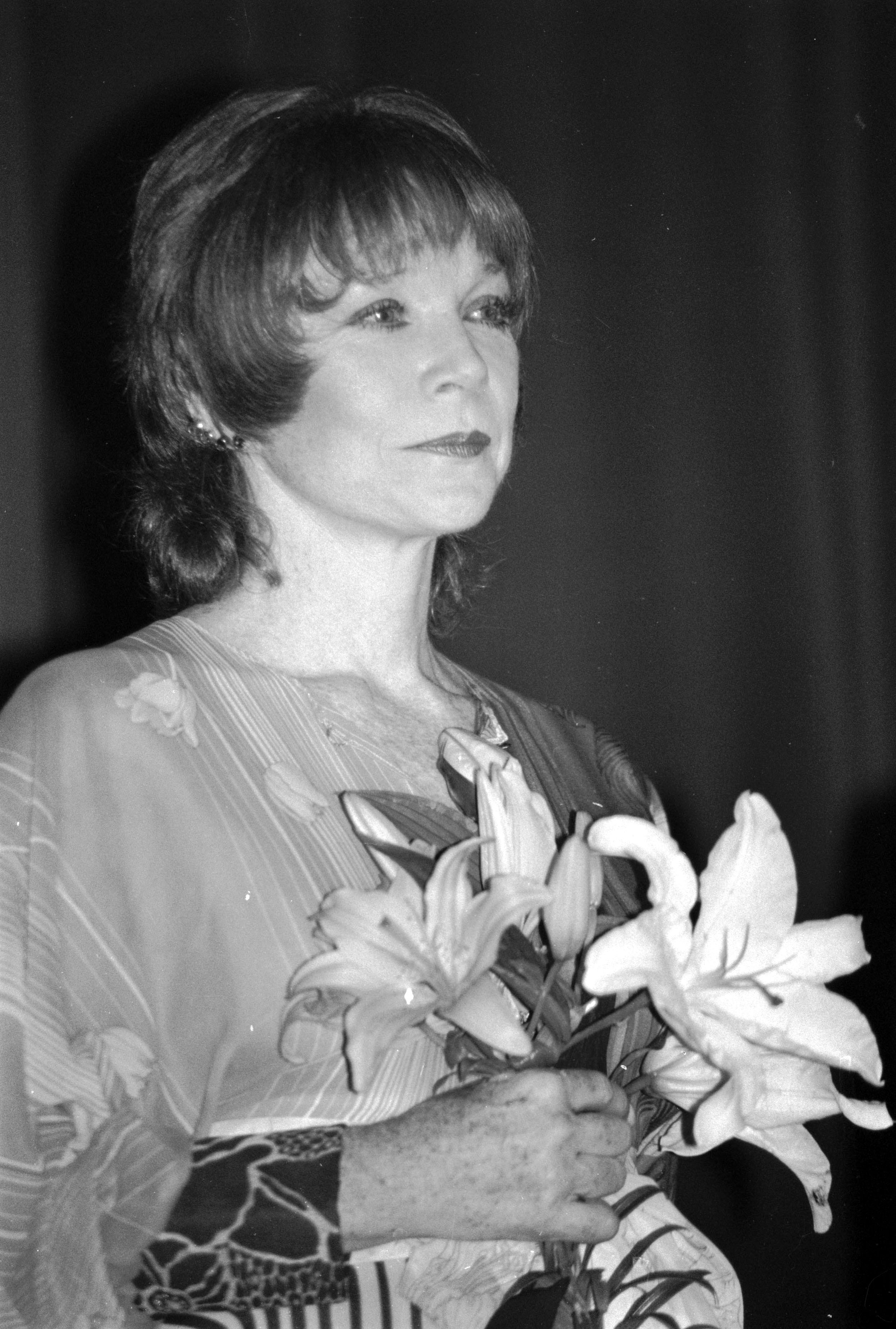
Shirley MacLaine (* 24. April)

- 24. April: Shirley MacLaine, US-amerikanische Schauspielerin
- 28. April: Ferruccio Casacci, italienischer Schauspieler und Filmschaffender († 2011)

### Mai/Juni
- 04. Mai: Erich Ferstl, deutscher Filmmusik-Komponist
- 04. Mai: Tatjana Samoilowa, russische Schauspielerin († 2014)
- 15. Mai: Rudolf Buczolich, österreichischer Schauspieler († 2015)
- 15. Mai: Bhanumati Devi, indische Schauspielerin († 2013)
- 16. Mai: Ilse Seemann, deutsche Schauspielerin, Hörspielsprecherin, Hörfunkmoderatorin und Autorin († 2021)
- 18. Mai: Dwayne Hickman, US-amerikanischer Schauspieler († 2022)
- 20. Mai: Tonino Valerii, italienischer Regisseur († 2016)
- 21. Mai: Susan Shentall, britische Schauspielerin († 1996)
- 27. Mai: Uwe Friedrichsen, deutscher Schauspieler († 2016)
- 31. Mai: Jim Hutton, US-amerikanischer Schauspieler († 1979)

- 01. Juni: Peter Masterson, US-amerikanischer Schauspieler und Regisseur († 2018)
- 06. Juni: Gilbert Cates, US-amerikanischer Regisseur und Produzent, Präsident der Directors Guild of America († 2011)
- 12. Juni: John A. Alonzo, US-amerikanischer Kameramann († 2001)
- 16. Juni: Bill Cobbs, US-amerikanischer Schauspieler († 2024)
- 20. Juni: Rossana Podestà, italienische Schauspielerin († 2013)
- 23. Juni: Patricia Herd, US-amerikanische Schauspielerin
- 23. Juni: Larry Tucker, US-amerikanischer Schauspieler, Drehbuchautor und Produzent († 2001)
- 26. Juni: Dave Grusin, US-amerikanischer Komponist
- 26. Juni: Josef Sommer, US-amerikanischer Schauspieler

### Juli/August

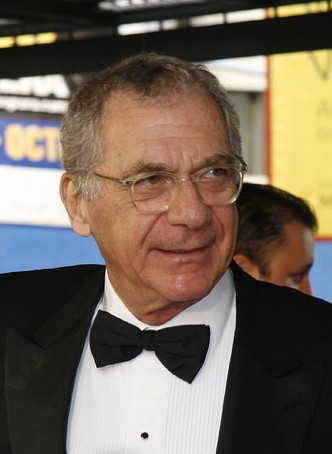
Sydney Pollack (* 1. Juli)

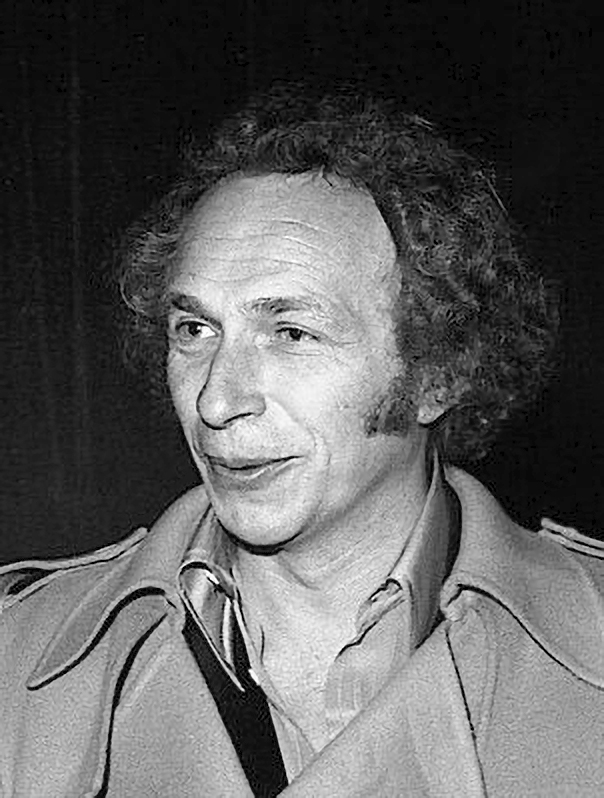
Pierre Richard (* 16. August)

- 01. Juli: Claude Berri, französischer Regisseur und Schauspieler († 2009)
- 01. Juli: Jamie Farr, US-amerikanischer Schauspieler
- 01. Juli: Jean Marsh, britische Film- und Theaterschauspielerin sowie Drehbuchautorin († 2025)
- 01. Juli: Sydney Pollack, US-amerikanischer Regisseur und Schauspieler († 2008)
- 04. Juli: Colin Welland, britischer Schauspieler und Drehbuchautor († 2015)
- 08. Juli: Marty Feldman, britischer Schauspieler († 1982)
- 08. Juli: Walter Tilgner, deutscher Tontechniker und Bioakustiker
- 14. Juli: Ángel del Pozo, spanischer Schauspieler († 2025)
- 18. Juli: Joan Evans, US-amerikanische Schauspielerin († 2023)
- 19. Juli: Alexander Schirwindt, russischer Schauspieler und Regisseur († 2024)
- 20. Juli: Christian Lehmann, deutscher Kameramann († 2023)
- 20. Juli: Karen Sharpe, US-amerikanische Schauspielerin
- 22. Juli: Gemma Cuervo, spanische Schauspielerin
- 22. Juli: Louise Fletcher, US-amerikanische Schauspielerin († 2022)
- 25. Juli: Claude Zidi, französischer Regisseur

- 01. August: Pit Krüger, deutscher Schauspieler († 2003)
- 05. August: Cammie King, US-amerikanische Schauspielerin († 2010)
- 14. August: Trevor Bannister, britischer Schauspieler († 2011)
- 14. August: Vernon Dobtcheff, französischer Schauspieler
- 16. August: Pierre Richard, französischer Schauspieler
- 24. August: Kenny Baker, britischer Schauspieler († 2016)

### September/Oktober

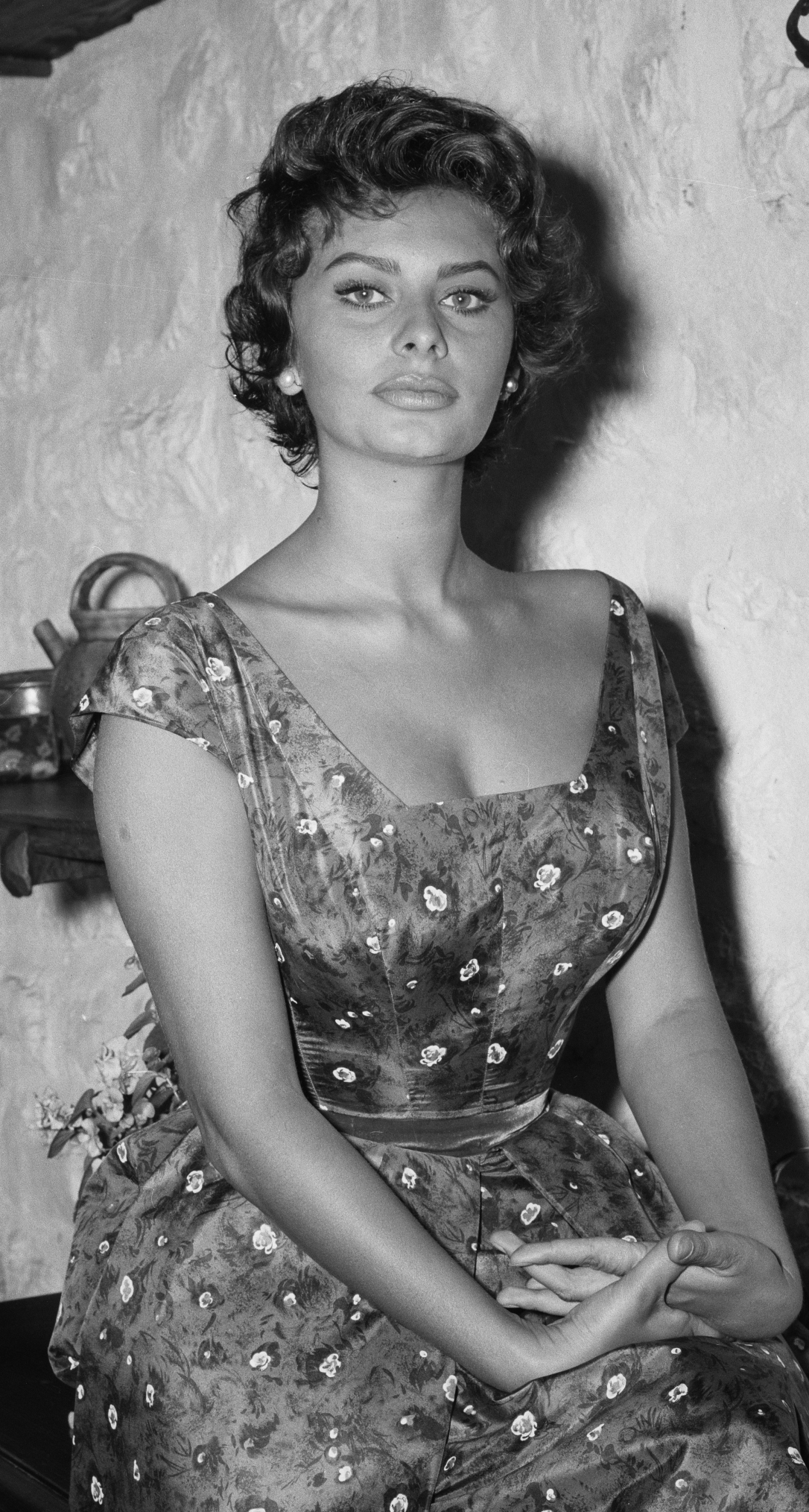
Sophia Loren (* 20. September)

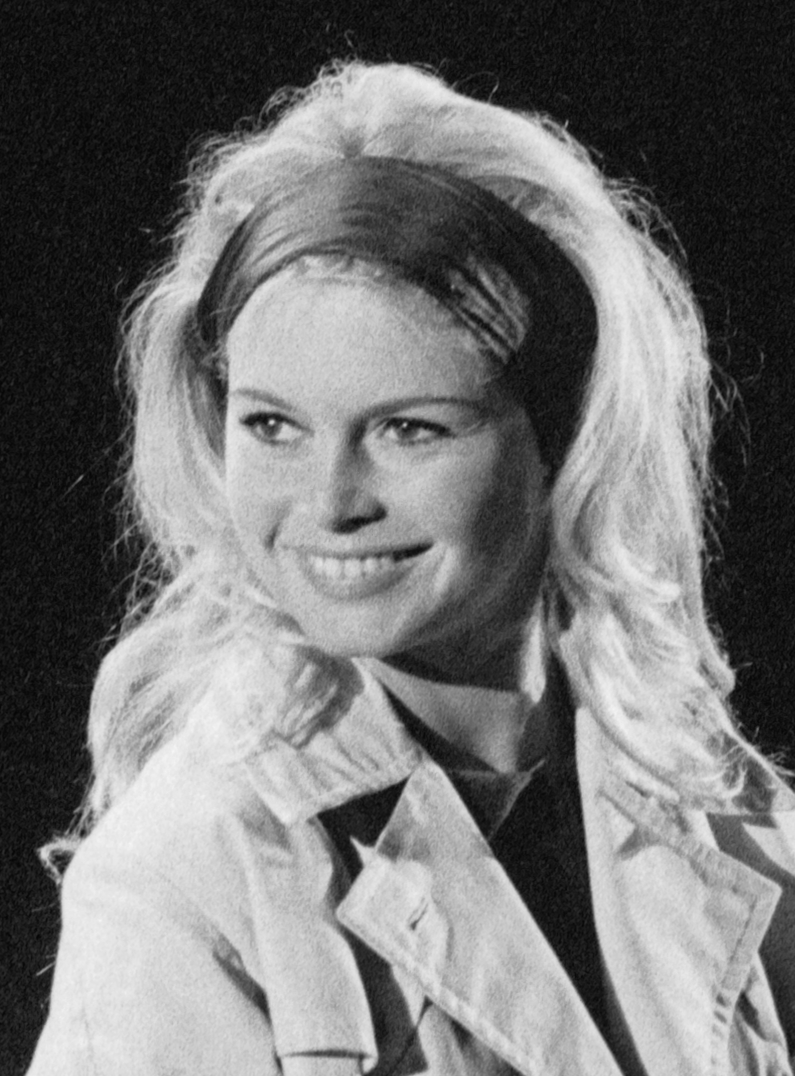
Brigitte Bardot (* 28. September)

- 04. September: Juraj Herz, slowakischer Regisseur († 2018)
- 06. September: Paul Naschy, spanischer Schauspieler, Drehbuchautor und Regisseur († 2009)
- 07. September: Babu Ram Ishara, indischer Regisseur und Drehbuchautor († 2012)
- 07. September: Wolfgang Unterzaucher, österreichischer Schauspieler († 2021)
- 08. September: Peter Maxwell Davies, britischer Komponist († 2016)
- 10. September: Ernesto Gastaldi, italienischer Drehbuchautor und Regisseur
- 13. September: Zbigniew Zapasiewicz, polnischer Schauspieler († 2009)
- 20. September: Sophia Loren, italienische Schauspielerin
- 22. September: Ornella Vanoni, italienische Schauspielerin und Sängerin
- 25. September: Jean Sorel, französischer Schauspieler
- 27. September: Wilford Brimley, US-amerikanischer Schauspieler († 2020)
- 27. September: Claude Jarman junior, US-amerikanischer Schauspieler († 2025)
- 27. September: Edward Meeks, französisch-amerikanischer Schauspieler († 2022)
- 28. September: Brigitte Bardot, französische Schauspielerin
- 30. September: Anna Kashfi, britisch-US-amerikanische Schauspielerin († 2015)

- 13. Oktober: Roland Gräf, deutscher Regisseur, Drehbuchautor und Kameramann († 2017)
- 13. Oktober: Dieter Wien, deutscher Schauspieler
- 18. Oktober: Inger Stevens, schwedische Schauspielerin († 1970)
- 19. Oktober: Eva-Maria Hagen, deutsche Schauspielerin († 2022)
- 20. Oktober: Julia Gutiérrez Caba, spanische Schauspielerin
- 20. Oktober: Timothy West, britischer Film- und Theaterschauspieler († 2024)
- 30. Oktober: Hamilton Camp, US-amerikanischer Schauspieler, Sänger und Songschreiber († 2005)
- 31. Oktober: Suzanne Shepherd, US-amerikanische Schauspielerin, Regisseurin und Schauspiellehrerin († 2023)

### November/Dezember

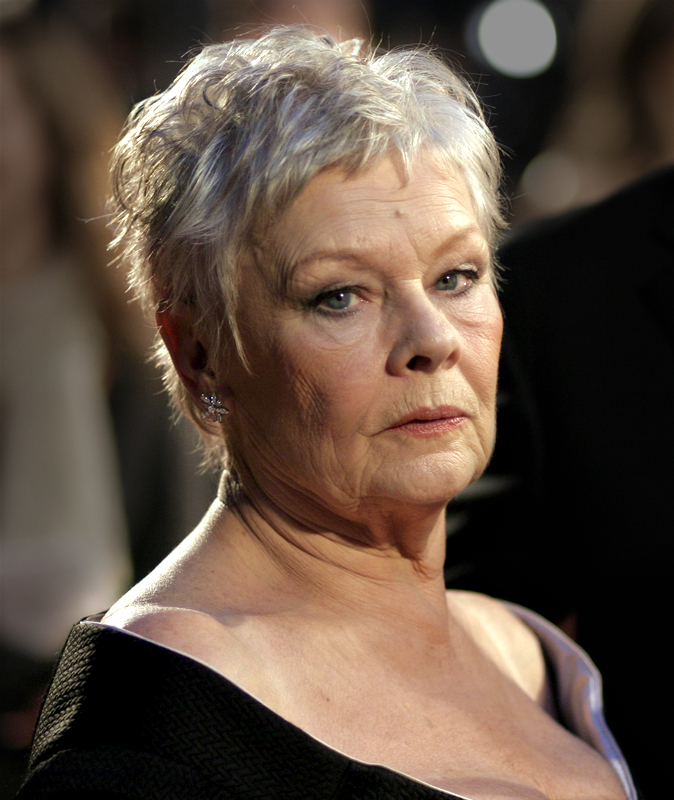
Judi Dench (* 9. Dezember)

- 02. November: Im Kwon-taek, koreanischer Regisseur
- 05. November: Kira Muratowa, russische Regisseurin († 2018)
- 09. November: Ronald Harwood, britischer Drehbuchautor († 2020)
- 10. November: Richard Bradford, US-amerikanischer Schauspieler († 2016)
- 13. November: Garry Marshall, US-amerikanischer Regisseur und Schauspieler († 2016)
- 14. November: Yōichi Higashi, japanischer Regisseur
- 15. November: Joanna Barnes, US-amerikanische Schauspielerin und Schriftstellerin († 2022)
- 21. November: Laurence Luckinbill, US-amerikanischer Schauspieler
- 23. November: Robert Towne, US-amerikanischer Drehbuchautor († 2024)
- 24. November: Wolfgang Rademann, deutscher Produzent († 2016)
- 24. November: Sven-Bertil Taube, schwedischer Sänger und Schauspieler († 2022)
- 25. November: Herrmann Zschoche, deutscher Regisseur
- 30. November: Björn Gustafson, schwedischer Schauspieler

- 03. Dezember: Nicolas Coster, britisch-US-amerikanischer Schauspieler († 2023)
- 04. Dezember: Victor French, US-amerikanischer Schauspieler († 1989)
- 08. Dezember: Alissa Freindlich, russische Schauspielerin
- 09. Dezember: Judi Dench, britische Schauspielerin
- 09. Dezember: Morten Grunwald, dänischer Schauspieler († 2018)
- 13. Dezember: Richard D. Zanuck, US-amerikanischer Produzent († 2012)
- 14. Dezember: Shyam Benegal, indischer Regisseur († 2024)
- 19. Dezember: Rudi Carrell, niederländischer Showmaster, Schauspieler und Sänger († 2006)
- 26. Dezember: Linda Lin Dai, amerikanisch-chinesische Schauspielerin († 1964)
- 28. Dezember: Maggie Smith, britische Schauspielerin († 2024)
- 30. Dezember: Russ Tamblyn, US-amerikanischer Schauspieler

## Gestorben

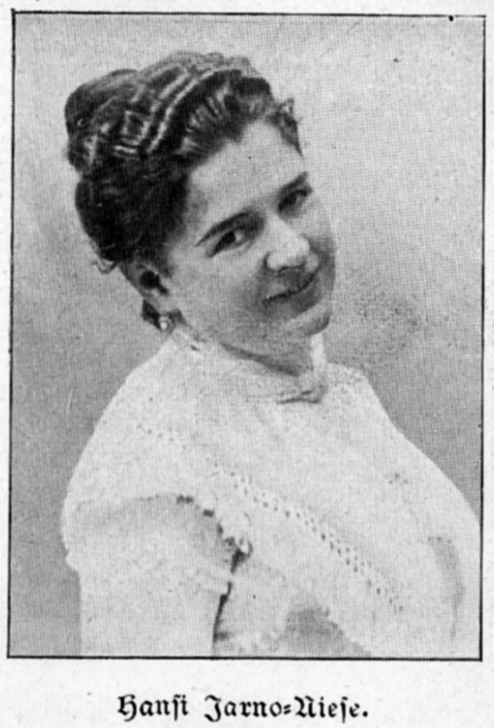
Hansi Niese († 4. April)

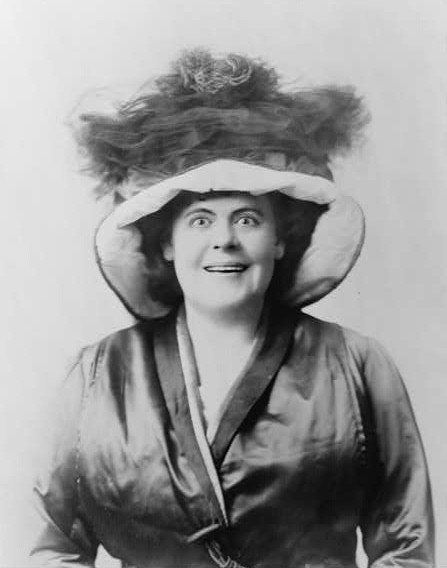
Marie Dressler († 28. Juli)

- 24. Februar: Gertie Brown, US-amerikanische Schauspielerin (* 1878)

- 01. März: Wilhelm Diegelmann, deutscher Schauspieler (* 1861)

- 04. April: Hansi Niese, österreichische Schauspielerin und Operettensängerin (* 1875)
- 14. April: Karl Dane, dänisch-amerikanischer Schauspieler (* 1886)
- 24. April: Émile Chautard, französischer Schauspieler und Regisseur (* 1864)
- 30. April: Lydia Potechina, russische Schauspielerin (* 1883)

- 21. Juni: Thorne Smith, US-amerikanischer Schriftsteller und Drehbuchautor (* 1892)
- 26. Juni: Max Pallenberg, österreichischer Schauspieler (* 1877)

- 06. Juli: Harry A. Pollard, US-amerikanischer Regisseur (* 1879)
- 26. Juli: Winsor McCay, US-amerikanischer Zeichentrickfilmpionier (* 1871)
- 28. Juli: Marie Dressler, US-amerikanische Schauspielerin (* 1868)

- 10. August: George W. Hill, US-amerikanischer Regisseur und Kameramann (* 1895)

- 05. Oktober: Jean Vigo, französischer Regisseur (* 1905)
- 29. Oktober: Lou Tellegen, niederländischer Schauspieler und Regisseur (* 1881)